# Keith Ripley
Pour les articles homonymes, voir Ripley.
Keith Ripley (né le 29 mars 1935 à Normanton et mort le 5 novembre 2012 dans sa ville natale), est un footballeur anglais.

## Nots et références
1. ↑  (en)https://www.edp24.co.uk/sport/norwich-city/former-norwich-city-and-peterborough-player-keith-ripley-dies-542778